# António do Campo
Campo, António do foi um militar e navegador português.

## Biografia
Foi um navegador português, capitão de nau da Armada de 1502 e 1506 . Esteve com Duarte Pacheco Pereira no combate travado em Cochim, contra o Samorim do Reino de Calecute. Mais tarde foi com Afonso de Albuquerque e Pêro de Ataíde a Coulão, carregar as embarcações de pimenta. António do Campo chegou ao Reino a 13 de Julho de 1504. Em 1506, integrou a armada comandada por Afonso de Albuquerque . Uma vez chegados à Índia, dirigiram-se a Socotorá e, depois para Ormuz, onde António do Campo, Afonso Lopes e Manuel Teles Barreto abandonaram Afonso de Albuquerque. Em Setembro de 1508, sob o comando de Pero Barreto Magalhães, patrulhava a costa de Calecut e Baticalá. A 12 de Dezembro do mesmo ano, na Batalha de Diu em 1509, capitaneou a caravela redonda Flor da Rosa. Antes da batalha, os fidalgos discordaram da prudência do enfrentamento direto com a grande nau Frol de la mer, capitaneada pelo próprio vice-rei, expondo-o em primeira linha .  Ele, ainda ressentido da perda do filho, ansiava por estar na linha de frente. Para convencê-lo do contrário, António de Campo foi escolhido como porta-voz dos fidalgos por ser o mais velho e experimentado dos capitães da frota. Viria a falecer com o vice-rei D. Francisco de Almeida na aguada do Saldanha, África do Sul, em 1510, junto a outros navegadores portugueses (Francisco de Almeida, Manuel Teles Barreto, Jorge de Melo Pereira, Pero de Barreto de Magalhães, Diogo Pires …)